# Hencse
Hencse là một thị trấn thuộc hạt Somogy, Hungary. Thị trấn này có diện tích 7,11 km², dân số năm 2010 là 358 người, mật độ 50 người/km².